# تودلا، نابارا

پرچم تطیله

تودلا(اسپانیایی:Tudela، باسکی:Tutera) نام شهری در اسپانیا و در بخش خودمختار نابارا ست. جمعیت آن پیرامون ۳۵ هزار تن است در در دره ابرو جای‌گرفته‌است. 
در زمان فرمانروایی مسلمانان بر اندلس این شهر در شمال این سرزمین جای‌داشت و از شهرهای مهم آن نیز بود. التطیلی شاعر و بنیامین تطیلی از اینجا بوده‌اند. از روزگار اثری در شهر برجای نمانده‌است.

## شهرهای خواهر
- طبریه  اسرائیل
- مولئون-لیشار  فرانسه
- مون دومارسان فرانسه